# جانيت ويلي
جانيت ويلي (بالإنجليزية: Janet Wiley)‏ هي لاعبة كرة قاعدة أمريكية، ولدت في 12 أكتوبر 1933 في ساوث بند في الولايات المتحدة، وتوفي بنفس المكان في 10 يوليو 2010.